# 나-켈 스미스

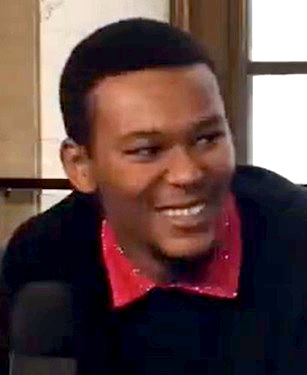

나-켈 스미스(Na-Kel Smith, 1994년 7월 22일 ~ )는 미국의 배우, 스케이트보드 선수이다.
로스앤젤레스에서 태어났다.

## 영화
- 미드 90 (2018년) - 레이 역